# Brave Combat Federation
BRAVE Combat Federation（ブレイブ・コンバット・フェデレーション）は、バーレーンの総合格闘技団体。2016年にバーレーン王室のハーリド・ビン・ハマド・アール・ハリーファ王子と元総合格闘家のモハメド・シャヒドによって創立。先だって2015年2月にハリーファ王子はバーレーンの総合格闘技発展を展望し、総合格闘技チーム「KHK MMA」を設立した。2017年11月にはバーレーンでバーレーン総合格闘技連盟、KHK MMAとともにIMMAFアマチュア総合格闘技世界選手権を主催。略称はBRAVE CF。

## ルール
ニュージャージー州アスレチック・コントロール・ボード制定のユニファイドルールに準拠。

### 階級
2017年7月にボクシング・コミッション協会によって体重別階級の新しい階級が規定された後、階級区分を10ポンドきざみにするため、170ポンド以下だったウェルター級を175ポンド以下（スーパーウェルター級）に変更すると共に、スーパーライト級（165ポンド以下）を新たに導入した。
| 階級名称         | 体重          | 体重              |
| 階級名称         | （lb/ポンド） | （kg/キログラム） |
| ---------------- | ------------- | ----------------- |
| ライトヘビー級   | 205lb以下     | 93.0kg以下        |
| ミドル級         | 185lb以下     | 83.9kg以下        |
| ウェルター級     | 175lb以下     | 79.4kg以下        |
| スーパーライト級 | 165lb以下     | 74.8kg以下        |
| ライト級         | 155lb以下     | 70.3kg以下        |
| フェザー級       | 145lb以下     | 65.8kg以下        |
| バンタム級       | 135lb以下     | 61.2kg以下        |
| フライ級         | 125lb以下     | 56.7kg以下        |